# متناوب (فیلم)
متناوب (به تامیلی: Maattrraan) فیلمی محصول سال ۲۰۱۲ و به کارگردانی کی. وی. آناند است. در این فیلم بازیگرانی همچون سوریا، کجال آگاروال، ساچین خدکار، تارا، ایشا شاروانی ایفای نقش کرده‌اند.